# Wino czerwone

Kieliszek czerwonego wina

Wino czerwone – rodzaj wina sklasyfikowany ze względu na kolor trunku.
Wino czerwone ma kolor w różnych odcieniach czerwieni (purpurowy, rubinowy, ceglasty, wiśniowy, czarno-czerwony). Produkuje się je z ciemnych winogron nazywanymi potocznie czarnymi. W przypadku produkcji czerwonego wina należy zgnieść winogrona, aby umożliwić dostęp moszczu do skórek, które są źródłem czerwonego koloru w winie. Czasami może być to dokonane mechanicznie (prasa) lub za pomocą maceracji węglowej. Procedura ta polega na wstępnym fermentowaniu całych, niezgniecionych winogron. Powstający dwutlenek węgla powoduje samoczynne rozerwanie winogron i doprowadzenie do dostępu moszczu do skórek winogronowych. Dalsza fermentacja bez względu na sposób miażdżenia gron odbywa się tak samo w obu metodach.

## Historia
W 92 roku cesarz rzymski Domicjan zabronił zakładania nowych upraw winorośli, które wskutek nadprodukcji stało się tańsze od wody. Rozporządzenie weszło w życie, jednak było powszechnie ignorowane i ostatecznie zostało zniesione w 270 roku przez cesarza Probusa.